# Zapisi treh kraljestev
Zapisi treh kraljestev (tradicionalno kitajsko 三國志, poenostavljeno kitajsko 三国志, pinjin Sānguó zhì) je ena od štiriindvajsetih uradnih kitajskih dinastičnih zgodovin, ki zajema konec dinastije Han (okoli 184–220 n. št.) in naslednje obdobje treh kraljestev (220–280 n. št.). Na splošno velja za uradno in verodostojno izvorno besedilo za ta obdobja. Delo, ki ga je napisal Čen Šov, potem ko je dinastija Džin v 3. stoletju ponovno združila Kitajsko, združuje politične, družbene in vojaške dogodke v rivalskih državah Cao Vej, Šu Han in Vzhodni Vu v eno samo besedilo, organizirano po biografijah. 
Zapisi treh kraljestev so glavni vir podatkov za zgodovinski roman Romance treh kraljestev iz 14. stoletja, ki velja za enega od štirih velikih kitajskih romanov. 

## Izvor in zgradba
Zapisi velikega zgodovinarja, Knjiga Hana in Zapisi treh kraljestev so prve tri knjige kanona  Štiriindvajsetih zgodovin. Vse tri knjige so napisane v slogu, ki ga je v Zapisih velikega zgodovinarja uveljavil Sima Čjan.  
Zapisi treh kraljestev obsegajo 65 zvezkov, razdeljenih v tri knjige, po ena za vsako kraljestvo. Besedilo vsebuje 360.000 pismenk. Knjiga Veja, Knjiga Šuja in Knjiga Vuja obsegajo 30, 15 oziroma 20 zvezkov. Vsak zvezek je organiziran v obliki ene ali več biografij. 
Avtor Čen Šov je bil rojen v današnjem Nančongu v Sečuanu, takrat v državi Šu Han. Po osvojitvi Šuja s strani Veja leta 263 je postal med vladavino dinastije Džin njen uradni zgodovinar in ustvaril Zgodovino obdobja treh kraljestev. Po osvojitvi Vuja s strani Džina leta 280 je njegovo delo prejelo priznanje najvišjega ministra Džang Huaja. 
Pred dinastijo Džin sta državi Cao Vej in Vu že sestavili svoji uradni zgodovini. Knjigo Veja so napisali Vang Čen, Šun Jidža in Ruan Jidža, Knjigo Vuja pa Vej Džao, Hua He, Šue Jing, Džov Džao in Liang Guang. Ju Juan je poleg tega dokončal tudi  svojo zasebno zbrano zgodovino Veja z naslovom Vejlie. Čen Šov je vsa ta besedila uporabil kot temelj Zapisov treh kraljestev. Ker država Šu ni imela uradnega urada za zgodovino, je Knjigo Šuja sestavil Čen Šov sam na podlagi svojih prejšnjih osebnih zapiskov o dogodkih v Šuju in drugih primarnih virov. Med slednje so spadali tudi zapisi Džuge Lianga.
Zapisi treh kraljestev so kot leto ustanovitve dinastije Vej določili leto 220 n. št., ko je bil zadnji cesar dinastije Han prisiljen abdicirati v korist Cao Pija. Zapisi vladarje Veja naslavljajo s 'cesar', vladarje Šuja in Vuja pa z 'gospod' ali z njihovimi osebnimi imeni. 

## Datiranje
Zaradi biografske in ne predvsem kronološke ureditve dela je pripisovanje datumov zgodovinski vsebini hkrati nenatančno in nevsakdanje. Nekateri zvezki vsebujejo osnovne informacije o prednikih opisane osebe, ki segajo več stoletij v preteklost. Življenjepis Liu Jana, na primer, se začne z razpravo o pobožnosti njegovega prednika Liu Juja pri Džinglingu, današnji Tianmen, Hubej, okoli leta 85 n. št.  Prvi dogodek, podrobno opisan v celotnem delu, je upor rumenih turbanov leta 184. Številne biografije dogodek omenjajo mimogrede, bolj konkretne informacije, kot so dopisovanje in premiki vojakov med vstajo, pa je mogoče najti v razdrobljeni obliki v vsaj štirih zvezki: biografijah Čeng Juja, Ju Džina, Liu Beja in Sun Džjana.
Tri knjige v Zapisih treh kraljestev se končajo na različne datume: glavni del Knjige Veja se konča z abdikacijo Cao Huana leta 265, Knjiga Šuja s smrtjo Liu Šana leta 271 in Knjiga Vuja s smrtjo Sun Haoja leta 284.
Primer odlomka, ki vsebuje kronološki podatek, se glasi: 
V 24. letu (Džjanana) je nekdanji gospodar postal kralj Handžonga in imenoval (Guan) Juja za generala predhodnice. Istega leta je (Guan) Ju s svojimi ljudmi napadel Cao Rena pri Fanu. Gospodar Cao je poslal Ju Džina na pomoč (Cao) Renu. Jeseni je močno deževje povzročilo poplave reke Han. (Ju) Džin in vseh sedem vojsk, ki jih je nadziral, je bilo poplavljenih.

## Vsebina

### Knjiga Veja(魏書)
| #         | Naslov                 | Prevod                                                                   | Komentar |
| --------- | ---------------------- | ------------------------------------------------------------------------ | --- |
| Zvezek 1  | 武帝紀                 | Letopisi cesarja Vuja                                                    | Cao Cao |
| Zvezek 2  | 文帝紀                 | Letopisi cesarja Vena                                                    | Cao Pi |
| Zvezek 3  | 明帝紀                 | Letopisi cesarja Minga                                                   | Cao Rui |
| Zvezek 4  | 三少帝紀               | Letopisi treh mladih cesarjev                                            | Cao Fang, Cao Mao, Cao Huan |
| Zvezek 5  | 后妃傳                 | Življenjepisi cesaric in priležnic                                       | cesarica vdova Bian, gospa Džen, Guo Nivang, cesarica Mao, cesarica Guo |
| Zvezek 6  | 董二袁劉傳             | Življenjepisi Donga, dveh Juanov in Liuja                                | Dong Džuo, Juan Šao, Juan Šu, Liu Biao |
| Zvezek 7  | 呂布臧洪傳             | Življenjepisa Li Buja in Dzang Honga                                     | Džang Miao, Čen Deng |
| Zvezek 8  | 二公孫陶四張傳         | Življenjepisi dveh Gongsunov, Taoja in štirih Džangov                    | Gongsun Dzan, Tao Čjan, Džang Jang, Gongsun Du, Džang Jan, Džang Šju, Džang Lu |
| Zvezek 9  | 諸夏侯曹傳             | Življenjepisi Šjahovov in Caosov                                         | Šjahov Dun Han Hao, Šjahov Juan, Cao Ren, Cao Čun, Cao Hong, Cao Šju, Cao Džen, Cao Šuang, Šjahov Šang, Šjahov Šuan |
| Zvezek 10 | 荀彧荀攸賈詡傳         | Življenjepisi Šun Juja, Šun Jouja in Džja Šuja                           | |
| Zvezek 11 | 袁張涼國田王邴管傳     | Življenjepisi Juana, Džanga, Lianga, Guoja, Tiana, Vanga, Binga in Guana | Juan Huan, Džang Fan, Džang Čeng, Liang Mao, Guo Juan, Tjan Čov, Vang Šju, Bing Juan, Guan Ning |
| Zvezek 12 | 崔毛徐何邢司馬傳       | Življenjepisi Cuija, Maoja, Šuja, Heja, Šinga in Sima                    | Cui Jan, Mao Džje, Šu Ji, He Kui, Šing Kongm, Bao Šun, Sima Dži |
| Zvezek 13 | 鍾繇華歆王朗傳         | Življenjepisi Džong Jaoja, Hua Šina in Vang Lana                         | Džong Ju, Vang Su |
| Zvezek 14 | 程郭董劉蔣劉傳         | Življenjepisi Čenga, Donga, Guoja, Liuja, Džjanga in Liuja               | Čeng Ju, Čeng Šjao, Guo Džja, Dong Džao, Liu Je, Džjang Dži, Liu Fang |
| Zvezek 15 | 劉司馬梁張溫賈傳       | Življenjepisi Liuja, Sima, Lianga, Džanga, Vena in Džjaja                | Liu Fu, Liu Džing, Sima Lang, Liang Ši, Džang Dži, Ven Hui, Džja Kui |
| Zvezek 16 | 任蘇杜鄭倉傳           | Življenjepisi Rena, Suja, Duja, Dženga in Canga                          | Ren Džun, Su Dze, Du Dži, Dženh HUn, Cang Ci |
| Zvezek 17 | 張樂于張徐傳           | Življenjepisi Džanga, Jueja, Juja, Džanga in Šuja                        | Džang Liao, Jue Džin, Ju Džin, Džang He, Šu Huang |
| Zvezek 18 | 二李臧文呂許典二龐閻傳 | Življenjepisi dveh Lisov, Dzanga, Vena, Lijam Diana, dveh Pangov in Jana | Li Dian, Li Tong, Dzang Ba, Ven Ping, Li Čjan, Šu Ču, Dian Vej, Pang De, Pang Ju, Jan Ven |
| Zvezek 19 | 任城陳蕭王傳           | Življenjepisi princev Rančenga, Čena in Šjaoja                           | Cao Džang, Cao Dži, Cao Šjong |
| Zvezek 20 | 武文世王公傳           | Življenjepisi plemičev v obdobju cesarjev Vuja in Vena                   | Cao Ang, Cao Šuo, Cao Čong, Cao Džu, Cao Ju, Cao Lin, Cao Gun, Cao Šuan, Cao Džun, Cao Džu, Cao Gan, Cao Dzišang, Cao Biao, Cao Dzičin, Cao Dzičeng, Cao Dzidžing, Cao Džun, Cao Dzidži, Cao Hui, Cao Mao, Cao Šja, Cao Rui, Cao Džjan, Cao Lin, Cao Li, Cao Jong, Cao Gong, Cao Jan |
| Zvezek 21 | 王衛二劉傳             | Življenjepisi Vanga, Veja in dveh Liujev                                 | Vang Can, Vej Dži, Liu Ji, Liu Šao, Fu Džja |
| Zvezek 22 | 桓二陳徐衛盧傳         | Življenjepisi Huana, dveh Čenov, Šuja, Veja in Luja                      | Huan Džje, Čen Čun, Čen Taj, Čen Džjao, Šu Šuan, Vej Džen, Lu Ju |
| Zvezek 23 | 和常楊杜趙裴傳         | Življenjepisi Heja, Čanga, Janga, Duja, Džaoja in Peja                   | He Čja, Čang Lin, Jang Džun, Du Ši, Džao Jan, Pej Čjan |
| Zvezek 24 | 韓崔高孫王傳           | Življenjepisi Hana, Cuja, Gaoja, Suna in Vanga                           | Han Dži, Cui Lin, Gao Rov, Sun Li, Vang Guan |
| Zvezek 25 | 辛毗楊阜高堂隆傳       | Življenjepisi Šin Pija, Jang Fuja in Gaotang Longa                       | |
| Zvezek 26 | 滿田牽郭傳             | Življenjepisi Mana, Tjana, Čjana in Guoja                                | Man Čong, Tjan Ju, Čjan Džao, Guo Huaj |
| Zvezek 27 | 徐胡二王傳             | Življenjepisi Šuja, HUja in dveh Vangov                                  | Šu Miao, Hu Dži, Vang Čang, Vang Dži |
| Zvezek 28 | 王毌丘諸葛鄧鍾傳       | Življenjepisi Vanga, Guančjuja, Džugeja, Denga in Džonga                 | Vang Ling, Guančju Džjan, Džuuge Dan, Deng Aj, Džong Hui |
| Zvezek 29 | 方技傳                 | Življenjepisi fangšijev in umetnikov                                     | Hua Tuo, Du Kui, Džu Džjanping, Džob Šuan, Guan Lu |
| Zvezek 30 | 烏丸鮮卑東夷傳         | Opisi Vuhuana, Šjanbeja in Dongjija                                      | Vuhuan, Šjanbej, Bujeo, Okjeo, Jilov, Jemaek, Samhan, Va (Japonska) in na koncu dolga opomba, ki vsebuje poglavje o "Širongih" ali "ljudstvih Zahoda" iz Kratkega prikaza dinastije Vej, ki ga je sestavil Ju Huan v drugi tretjini 3. stoletja n. št.                               |

### Knjiga Šuja(蜀書)
| #         | Naslov                 | Prevod                                                                         | Komentar |
| --------- | ---------------------- | ------------------------------------------------------------------------------ | --- |
| Zvezek 31 | 劉二牧傳               | Življenjepisa dveh guvernerjev Liujev                                          | Liu Jan, Liu Džang |
| Zvezek 32 | 先主傳                 | Življenjepis prejšnjega gospoda                                                | Liu Bej |
| Zvezek 33 | 後主傳                 | Življenjepis kasnejšega gospoda                                                | Liu Šan |
| Zvezek 34 | 二主妃子傳             | Življenjepisi priležnic in sinov dveh gospodov                                 | gospa Gan, cesarica Vu, cesarica Džang (Liu Šanova prva žena), cesarica Džang (Liu Šanova druga žena), Liu Jong, Liu Li, Liu Šuan |
| Zvezek 35 | 諸葛亮傳               | Življenjepis Džuge Lianga                                                      | Džuge Čjao, Džuge Džan, Dong Džue                                                                                                 |
| Zvezek 36 | 關張馬黃趙傳           | Življenjepisi Guana, Džanga, Maja, Huanga in Džaa                              | Guan Ju, Džang Fej, Ma Čao, Huang Džong, Džao Jun                                                                                 |
| Zvezek 37 | 龐統法正傳             | Življenjepisa Pang Tonga in Fa Dženga                                          | |
| Zvezek 38 | 許麋孫簡伊秦傳         | Življenjepisi Šuja, Mija, Suna, Džjana, Jija in Čina                           | Šu Džing, Mi Džu, Mi Fang, Sun Čjan, Džjan Jong, Ji Dži, Čin Mi                                                                   |
| Zvezek 39 | 董劉馬陳董呂傳         | Življenjepisi Donga, Liuja, Maja, Čena, Donga in Lija                          | [[Dong He, Liu Ba, Ma Liang, Ma Su, Čen Džen, Dong Jun, Čen Dži, Huang Hao, Li Ji                                                 |
| Zvezek 40 | 劉彭廖李劉魏楊傳       | Življenjepisi Liuja, Penga, Liaoja, Lija, Liuja, Veja in Janga                 | Liu Feng, Peng Jang, Liao Li, Li Jan, Liu Jan, Vej Jan, Jang Ji                                                                   |
| Zvezek 41 | 霍王向張楊費傳         | Življenjepisi Huoja, Vanga, Šjanga, Džanga, Janga in Feja                      | Huo Džun, Huo Ji, Vang Lian, Šjang Lang, Šjang Čong, Džang Ji, Jang Hong, Fej Ši                                                  |
| Zvezek 42 | 杜周杜許孟來尹李譙郤傳 | Življenjepisi Duja, Džova, Duja, Šuja, Menga, Laja, Jina, Lija. Čiaoja in Šija | Du Vej, Džov Čun, Džang Ju, Du Čjong, Šu Ci, Hu Čjan, Meng Guang, Laj Min, Jin Mo, Li Džuan, Čjao Džov, Ši Dženg                  |
| Zvezek 43 | 黃李呂馬王張傳         | Življenjepisi Huanga, Lija, Luja, Maja, Vanga in Džanga                        | Huang Čuan, Li Hui, Lu Kai, Ma Džong, Vang Ping, Džang Ni                                                                         |
| Zvezek 44 | 蔣琬費禕姜維傳         | Življenjepisi Džjang Vana, Fej Juja in Džjang Veja                             | |
| Zvezek 45 | 鄧張宗楊傳             | Življenjepisi Denga, Džang, Dzonga in Janga                                    | Deng Dži, Džang Ji, Dzong Ju, Liao Hua, Jang Ši                                                                                   |

### Knjiga Vuja(吳書)
| #         | Naslov                     | Prevod                                                                                           | Življenjepisi |
| --------- | -------------------------- | ------------------------------------------------------------------------------------------------ | --- |
| Zvezek 46 | 孫破虜討逆傳               | Življenjepisa Suna, ki je uničil Barbare, in Suna, ki je napadel upornike                        | Sun Džjan, Sun Ce |
| Zvezek 47 | 吳主傳                     | Življenjepis gospoda Vuja                                                                        | Sun Čuan |
| Zvezek 48 | 三嗣主傳                   | Življenjepisi treh naslednikov                                                                   | Sun Liang, Sun Šju, Sun Hao |
| Zvezek 49 | 劉繇太史慈士燮傳           | Življenjepisi vojskovodij Liu Jaa, Taiši Cija in Ši Šjeja                                        | Dze Rong, Liu Dži |
| Zvezek 50 | 妃嬪傳                     | Življenjepisi priležnic in gospa                                                                 | gospa Vu, Vu Džing, gospa Šje, gospa Šu, Bu Lianši, cesarica Daji, Pan Šu, Čuan Huidžje, cesarica Džu, cesarica vdova He, Teng Fanglan |
| Zvezek 51 | 宗室傳                     | Življenjepisi plemičev                                                                           | Sun Džing, Sun Ju, Sun Džjao, Sun Huan, Sun Ben, Sun Fu, Sun JI, Sun Kuang, Sun Šao, Sun Huan                                          |
| Zvezek 52 | 張顧諸葛步傳               | Življenjepisi Džanga, Guja, Džugeja in Buja                                                      | Džang Džao, Džang Čeng, Džang Šju, Gu Jong, Gu Šao, Gu Tan, Gu Čeng, Džuge Džin, Bu Dži                                                |
| Zvezek 53 | 張嚴程闞薛傳               | Življenjepisi Džanga, Jana, Čenga, Kana in Šueja                                                 | Džang Hong, Jan Džun, Čeng Bing, Kan Dze, Šue Dzong                                                                                    |
| Zvezek 54 | 周瑜魯肅呂蒙傳             | Življenjepisi Džuov Juja, Lu Suja in Li Menga                                                    | |
| Zvezek 55 | 程黃韓蔣周陳董甘淩徐潘丁傳 | Življenjepisi Čenga, Huanga, Hana, Džjanga, Džova, Čena, Donga, Gana, Linga, Šuja, Pana in Dinga | Čeng Pu, Huang Gaj, Han Dang, Džjang Čin, Džov Taj, Čen Vu, Dong Ši, Gan Ning, Ling Tong, Šu Šeng, Pan Džang, Ding Feng                |
| Zvezek 56 | 朱治朱然呂範朱桓傳         | Življenjepisi Džu Džija, Džu Rana, Li Fana in Džu Huana                                          | Ši Dži, Džu Ji |
| Zvezek 57 | 虞陸張駱陸吾朱傳           | Življenjepisi Juja, Luja, Džanga, Luoja, Luja, Vuja in Džuja                                     | Ju Fan, Lu Dži, Džang Ven, Luo Tong, Lu Mao, Vu Can, Džu Džu                                                                           |
| Zvezek 58 | 陸遜傳                     | Življenjepis Lu Šuna                                                                             | Lu Kang |
| Zvezek 59 | 吳主五子傳                 | Življenjepisi petih sinov gospodarja Vuja                                                        | Sun Deng, Sun Li, Sun He, Sun Ba, Sun Fen                                                                                              |
| Zvezek 60 | 賀全呂周鍾離傳             | Življenjepisi Heja, Čuana, Lija, Džova in Džonglija                                              | He Či, Čuan Cong, Li Daj, Džov Gan, Džongli Mu                                                                                         |
| Zvezek 61 | 潘濬陸凱傳                 | Življenjepisa Pan Džuna in Lu Kaja                                                               | |
| Zvezek 62 | 是儀胡綜傳                 | Življenjepisa Ši Jija in Hu Dzonga                                                               | |
| Zvezek 63 | 吳範劉惇趙達傳             | Življenjepisi Vu Fana, Liu Duna in Džao Daja                                                     | |
| Zvezek 64 | 諸葛滕二孫濮陽傳           | Življenjepisi Džugeja, Tenga, dveh Sunov in Pujanga                                              | Džuge Ke, Teng Jin, Sun Džun, Sun Čen, Pujang Šing                                                                                     |
| Zvezek 65 | 王樓賀韋華傳               | Življenjepisi Vanga, Louja, Heja, Veja in Huaja                                                  | Vang Fan, Lov Šuan, He Šao, Vej Džao, Hua He                                                                                           |

## Zapuščina
Zapisi treh kraljestev so bili glavni vir navdiha za Romance treh kraljestev iz 14. stoletja, enega od štirih velikih klasičnih kitajskih romanov. Zapisi kot taki veljajo za eno najvplivnejših zgodovinskih in kulturnih besedil v kitajski zgodovini. Poleg tega vsebujejo eno najzgodnejših poročil o Koreji in Japonski. Zapisi so postavili standard za pisanje uradnih zgodovin Koreje in Japonske.